# Dragomir (okręg Bacău)
Dragomir – wieś w Rumunii, w okręgu Bacău, w gminie Berzunți. W 2011 roku liczyła 1764 mieszkańców.